# 保多夫
保多夫是奥地利下奥地利州克雷姆斯兰县的一个市镇。总面积30.09平方公里，总人口2364人，人口密度78.6人/平方公里（2005年）。